# Dhawee Umponmaha
Dhawee Umponmaha (thailändisch ทวี อัมพรมหา; * 15. November 1959 im Amphoe Mueang Rayong) ist ein ehemaliger thailändischer Boxer. Er gewann die Silbermedaille bei den Olympischen Spielen 1984 in Los Angeles.

## Karriere
Er begann seine Kampfsportkarriere mit Muay Thai, wo er 1978 den prestigeträchtigen Titel des Lumpinee Boxing Stadium in Bangkok gewann. Später wechselte er zum klassischen Boxsport.
Bei der Asienmeisterschaft 1982 in Seoul und den Asienspielen 1982 in Neu-Delhi gewann er jeweils die Silbermedaille, nachdem er in beiden Finalkämpfen gegen den Südkoreaner Kim Dong-kil unterlegen war. 1983 gewann er Gold bei den Südostasienspielen in Singapur und ebenfalls Gold bei der CISM-Weltmeisterschaft in Bangkok. Beim Weltcup 1983 in Rom schied er nach einer knappen Niederlage im Halbfinale mit 2:3 gegen den Ungarn Imre Bácskai mit einer Bronzemedaille aus.
Bei den Olympischen Spielen 1984 in Los Angeles erreichte er mit Siegen gegen Jaslal Pradhan aus Indien, Charles Owiso aus Kenia, David Griffiths aus Großbritannien, Jorge Maysonet aus Puerto Rico und Mircea Fulger aus Rumänien das Finale, welches er gegen Jerry Page aus den USA verlor.